# دارسی هدفیلد
دارسی هدفیلد (انگلیسی: Darcy Hadfield؛ ۱ دسامبر ۱۸۸۹ – ۱۵ سپتامبر ۱۹۶۴ (aged 74)) ورزشکار روئینگ اهل نیوزیلند بود.
وی در مسابقات کشوری و بین‌المللی در مجموع برندهٔ ۱ مدال برنز شده‌است.